# Apollodor von Phaleron
Apollodor(os) von Phaleron (altgriechisch Ἀπολλόδωρος Apollódōros; * um 434 v. Chr.; † nach 399 v. Chr.) war ein Schüler des Sokrates. Er stammte aus Phaleron, dem 35 Stadien (nicht ganz sieben Kilometer) von Athen entfernten ältesten Hafen der Stadt, der durch den zu Themistokles’ Zeiten westlich davon neu angelegten, größeren und sichereren Piräeus ziemlich außer Gebrauch kam.
Wahrscheinlich ist der Sokrates-Schüler Apollodoros zugleich Bildhauer gewesen und hat auch versucht, einen Porträtkopf seines Lehrers Sokrates anzufertigen. Dies lassen neuere Forschungen [s. u. Thomas Schirren] annehmen. Der hier behandelte Apollodoros wäre dann identisch mit dem gleichnamigen Künstler.
Apollodoros war seit etwa 403 v. Chr. einer der engsten Anhänger des Sokrates. Die Begegnung mit dem athenischen Philosophen gab seinem Leben eine völlig neue Richtung. Bevor er Sokrates kennenlernte, trieb er sich – nach eigenem Bekunden – „umher, wo es sich traf, und glaubte etwas zu schaffen, war aber schlechter dran als irgend jemand“. Offenbar fand er erst im gemeinsamen Leben mit Sokrates einen Sinn und Halt. Wie Antisthenes war er täglich mit Sokrates zusammen und gehörte zu dessen ständigen Begleitern. Nach seinen eigenen Worten (wie sie uns in Platons „Gastmahl“ berichtet werden) ließ er es „sich angelegen sein, jeden Tag zu wissen, was dieser redet und tut“. Wie manches an seinem Verhalten zeigt, erreichte er dabei aber nur ein mangelhaftes Verständnis der Philosophie seines Lehrers.
Platon lässt Apollodoros in seinem Dialog Symposion (Das Gastmahl) als Berichterstatter auftreten. Dabei erfahren wir, dass Apollodoros an dem Trinkgelage selbst gar nicht teilgenommen hat, da sich dieses bereits 416 v. Chr. – und wie Apollodoros sagt „als wir noch Kinder waren“ abgespielt hatte. Aus dieser Angabe lässt sich schließen, dass Apollodoros maximal etwa achtzehn Jahre vor diesem Ereignis, also um 434 v. Chr. (oder später), geboren worden sein muss. Von den Reden, die bei Gelegenheit des „Gastmahls“ gehalten worden waren, hatte er deshalb nur erzählen gehört. Auch hatte ihm Sokrates auf Nachfragen etliches über die Veranstaltung und die auf ihr gehaltenen Reden berichtet.
Begleiter des Sokrates bei dem Gastmahl war seinerzeit Aristodemos gewesen, den Apollodoros noch selbst kennengelernt hat und der aber zum Zeitpunkt seiner Berichterstattung bereits verstorben zu sein scheint. Diesen Zeitpunkt der Berichterstattung muss man wohl auf etwa 400 v. Chr. (also kurz vor dem Tode des Sokrates) ansetzen, da der nunmehr maximal 34-jährige Apollodoros bereits auf das Jahr 416 v. Chr. als auf „die damalige Zeit“ zurückblickt.
Apollodoros hatte die seiner Umwelt unangenehm auffallende Eigenschaft, sich selbst und andere Menschen – nur bei Sokrates soll er eine Ausnahme gemacht haben – sehr kritisch zu beurteilen und häufig zu schmähen. Er wurde deshalb auch manikos „der Tolle“ genannt. Er soll auch mit seinen eigenen bildhauerischen Werken in dieser überkritischen Manier umgegangen sein, was dazu führen konnte, dass er diese nach der Fertigstellung, wenn sie seinen überhöhten Ansprüchen nicht genügten, in einem Zornesausbruch zerstörte.
Nach dem Prozess bedauerte Apollodors unter Tränen, dass Sokrates unschuldig zum Tod verurteilt worden sei, worauf dieser ihn gutmütig foppte, ob es ihm denn lieber gewesen wäre, wenn man ihn zu Recht verurteilt hätte. Nach der Verurteilung des Sokrates zum Tode gehörte Apollodoros – wie Platon im Dialog Phaidon erzählt – zu der Zahl der Freunde, die ihrem Lehrer einen letzten Besuch im Gefängnis abstatteten. In dieser Szene wird sein Charakter als gutmütig und weichherzig gezeichnet. Dass er trotz seines fleißigen Umgangs mit Sokrates nicht sehr tiefe Blicke in das Innere der Grundsätze seines Lehrers getan haben kann, wird daraus deutlich, dass Apollodoros – wie Diogenes Laertios überliefert – seinem Lehrer nicht nur im Gefängnis mit vielen Tränen und lauten Klagen das Herz schwer machte, sondern ihm sogar einen kostbaren Mantel anbot, damit er in diesem sterben könne. Sokrates wies allerdings die gutgemeinte Gabe zurück mit dem Bemerken, dass sein bisheriger alter Mantel, der ihm während seines Lebens treu gedient habe, nun auch für ihn im Sterben ausreichend sei.